# Orostachys maximowiczii
Orostachys maximowiczii är en fetbladsväxtart som beskrevs av V.V. Byalt. Orostachys maximowiczii ingår i släktet Orostachys och familjen fetbladsväxter. Inga underarter finns listade i Catalogue of Life.